# Viola bakeri
Viola bakeri Greene – gatunek roślin z rodziny fiołkowatych (Violaceae). Występuje naturalnie w zachodnich Stanach Zjednoczonych – w Kalifornii, Nevadzie, Oregonie i stanie Waszyngton. 

## Morfologia
PokrójBylina dorastająca do 3–30 cm wysokości, tworzy kłącza.
LiścieBlaszka liściowa ma owalny, eliptyczny lub lancetowaty kształt. Mierzy 1,8–8,8 cm długości oraz 0,5–3,9 cm szerokości, jest karbowana na brzegu, ma zbiegającą po ogonku nasadę i ostry lub tępy wierzchołek. Ogonek liściowy jest nagi i ma 1–15,4 cm długości. Przylistki są równowąsko lancetowate.
KwiatyPojedyncze, wyrastające z kątów pędów. Mają działki kielicha o lancetowatym kształcie. Płatki są odwrotnie jajowate i mają żółtą barwę, płatek przedni jest owalny, mierzy 6-14 mm długości, z brązowymi żyłkami, wyposażony w żółtą ostrogę o długości 1-2 mm.
OwoceTorebki mierzące 5-10 mm długości, o jajowatym kształcie.

## Biologia i ekologia
Rośnie w lasach sosnowych oraz na brzegach cieków wodnych. Występuje na wysokości od 900 do 3800 m n.p.m.